# Dra Abu el-Naga
Koordinaten: 25° 44′ 7″ N, 32° 37′ 14″ O

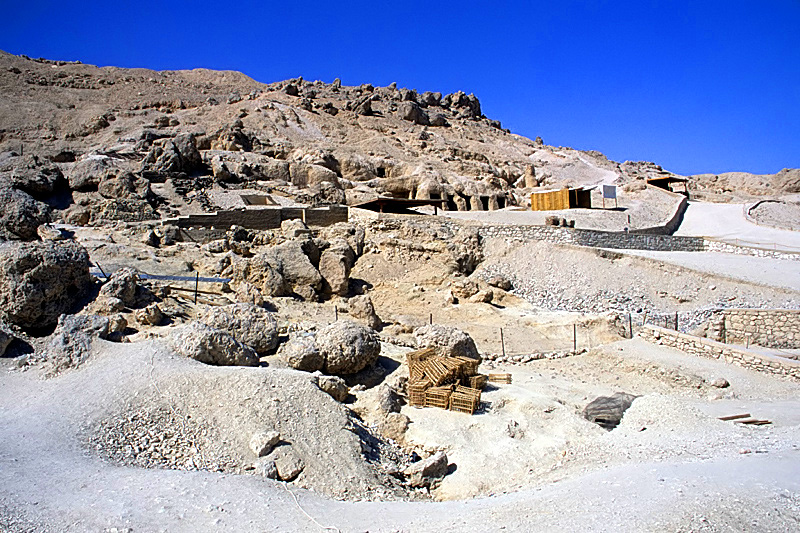
Archäologische Stätte in Dra Abu el-Naga (2005)

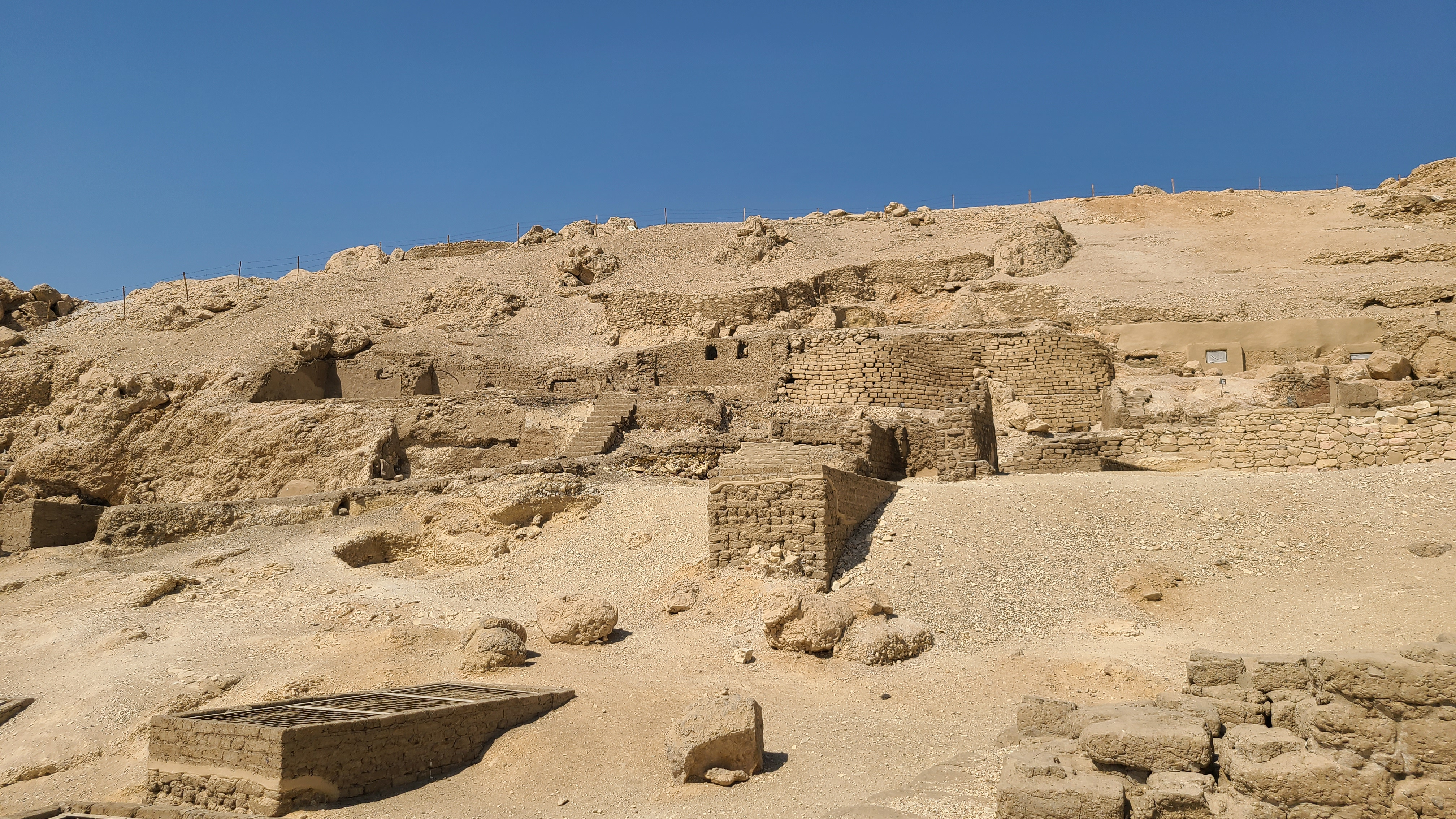
Archäologische Stätte in Dra Abu el-Naga

Dra Abu el-Naga (arabisch ذراع أبو النجا, DMG Ḏirāʿ Abū n-Naǧā) ist eine altägyptische Nekropole westlich von Theben. Sie liegt in Oberägypten am Eingang des Trockentales, das in Richtung Deir el-Bahri führt, nördlich einer weiteren Nekropole, al-Asasif.

## Geschichte
Dra Abu el-Naga wurde seit der Ersten Zwischenzeit als Friedhof benutzt. Aus dem Mittleren Reich gibt es weitere Bestattungen, doch ist der Ort vor allem seit dem Ende der 12. Dynastie (Mittleres Reich) verstärkt als Friedhof genutzt worden. Aus dieser Zeit stammen verschiedene Schachtgräber, in denen sich zum Teil gut erhaltene, dekorierte Särge fanden. Giuseppe Passalacqua fand hier zwischen 1822 und 1825 das unberaubte Grab eines mittleren Beamten namens Mentuhotep, das drei beschriftete und bemalte Särge, sowie diverse Holzmodelle enthielt. Aus der späten 12. Dynastie stammt das Schachtgrab der Geheset, die in zwei Särgen niedergelegt wurde. Der äußere stammte ursprünglich von ihrem Gemahl Ameni und ist auf den Innenseite mit Sargtexten und Gerätefriesen dekoriert.

## Erforschung
Im Jahr 2023 wurde in Dra Abu el-Naga eine Grabkammer mit dem Granitsarkophag des Wesirs Anchu aus der frühen 13. Dynastie entdeckt. Früher konnte in einem Schachtgrab die Stele eines gewissen Jayseneb gefunden werden, der wohl in der frühen 13. Dynastie amtierte.
Dra Abu el-Naga fungierte als königliche Nekropole für die Pharaonen aus der 17. Dynastie. Jüngste Grabungen bestätigten das Grab von Nub-cheper-Re Anjotef, der unter oder bei einer kleinen Pyramide begraben wurde. Bei den Grabungen konnte ein Fragment des Pyramidions geborgen werden. Etwas südlich der Pyramide fand sich auch die Grabkapelle des Schatzmeisters Teti, der unter dem Herrscher im Amt war. In der kleinen Kapelle befanden sich noch Reste von Wandmalereien, darunter auch die Kartusche des Herrschers. Es wird vermutet, dass sie das Grab von Amenophis I. (AN B) beherbergt.
Vor allem aus der 18. und 19. Dynastie stammen zahlreiche dekorierte Grabkapellen. Obwohl die meisten Beamten des Neuen Reiches in anderen Teilen der thebanischen Nekropole bestattet wurden, sind hier auch bedeutende Würdenträger begraben worden. Aus der Regierungszeit der Hatschepsut stammt z. B. das Grab (TT11) des Schatzhausvorstehers Djehuty, dessen Grabkammer mit dem Totenbuch dekoriert ist. Dies ist eine Sonderheit, da die unterirdischen Grabkammern, selbst von hohen Beamten, meist undekoriert waren. Im Umfeld dieses Grabes konnten verschiedene kleinere Bestattungen, vor allem aus der 17. Dynastie und der frühen 18. Dynastie entdeckt werden. Ein Grab aus der frühen 18. Dynastie enthielt noch ein gut erhaltenes Set von Bögen und Pfeilen.
Am 18. April 2017 gaben ägyptische Archäologen den Fund eines gut erhaltenen Grabes mit mehreren Mumien und farbenprächtigen Holzsärgen bekannt. Das Grab sei etwa 3.500 Jahre alt und stamme aus der Zeit der 18. Dynastie (1550–1295 v. Chr.), und später, während der 21. Dynastie (1075–652 v. Chr.), sollen weitere Mumien hinzugefügt worden sein. Neben den großen Funden entdeckten die Forscher auch zahlreiche kleine Figuren als Grabbeigaben.